# Acacia macalusoi
Acacia macalusoi é uma espécie de leguminosa do gênero Acacia, pertencente à família Fabaceae.